# Jitka Válková
Jitka Válková (Třebíč, 11 novembre 1991) è una modella ceca, incoronata Miss Repubblica Ceca 2010 a Praga il 20 marzo 2010, dove ha battuto le altre tredici rappresentanti regionali, ricevendo la corona dalla detentrice del titolo uscente Iveta Lutovská.
La modella ottiene in diritto di rappresentare la Repubblica Ceca in occasione di Miss Universo 2010, il 23 agosto 2010 a Las Vegas. La Válková, all'epoca diciottenne, diventa la più giovane concorrente a classificarsi fra le quindici finaliste del concorso, e regalando alla Repubblica Ceca il quarto piazzamento consecutivo a Miss Universo.